# Baliros
Baliros [baliʁɔs] est une commune française, située dans le département des Pyrénées-Atlantiques en région Nouvelle-Aquitaine.

## Géographie

### Localisation
La commune de Baliros se trouve dans le département des Pyrénées-Atlantiques, en région Nouvelle-Aquitaine.
Elle se situe à 12 km par la route de Pau, préfecture du département, et à 7 km de Nay, bureau centralisateur du canton d'Ouzom, Gave et Rives du Neez dont dépend la commune depuis 2015 pour les élections départementales.
La commune fait en outre partie du bassin de vie de Pau.
Les communes les plus proches sont : 
Pardies-Piétat (1,7 km), Bordes (2,2 km), Assat (2,4 km), Saint-Abit (2,7 km), Narcastet (2,8 km), Boeil-Bezing (3,3 km), Arros-de-Nay (3,5 km), Meillon (4,2 km).
Sur le plan historique et culturel, Baliros fait partie de la province du Béarn, qui fut également un État et qui présente une unité historique et culturelle à laquelle s’oppose une diversité frappante de paysages au relief tourmenté.

### Communes limitrophes
Les communes limitrophes sont  Assat, Bordes, Bosdarros, Narcastet et Pardies-Piétat.
| Narcastet                      | Assat          |        |
| Bosdarros (par un quadripoint) | Baliros        | Bordes |
|                                | Pardies-Piétat |        |

### Hydrographie
La commune est drainée par le gave de Pau, le Gest, le Luz, un bras du gave de Pau, Canal de l'Escourre, et par divers petits cours d'eau, constituant un réseau hydrographique de 9 km de longueur totale,.
Le gave de Pau, d'une longueur totale de 192,8 km, prend sa source dans la commune de Gavarnie-Gèdre et s'écoule du sud-est vers le nord-ouest. Il traverse la commune et se jette dans l'Adour à Saint-Laurent-de-Gosse, après avoir traversé 88 communes.
Le Gest, d'une longueur totale de 14,7 km, prend sa source dans la commune de Lys et s'écoule du sud-ouest vers le nord-ouest. Il traverse la commune et se jette dans le Luz à Baliros.
Le Luz, d'une longueur totale de 15,2 km, prend sa source dans la commune de Lys et s'écoule du sud vers le nord. Il traverse la commune et se jette dans le gave de Pau à Assat, après avoir traversé 9 communes.

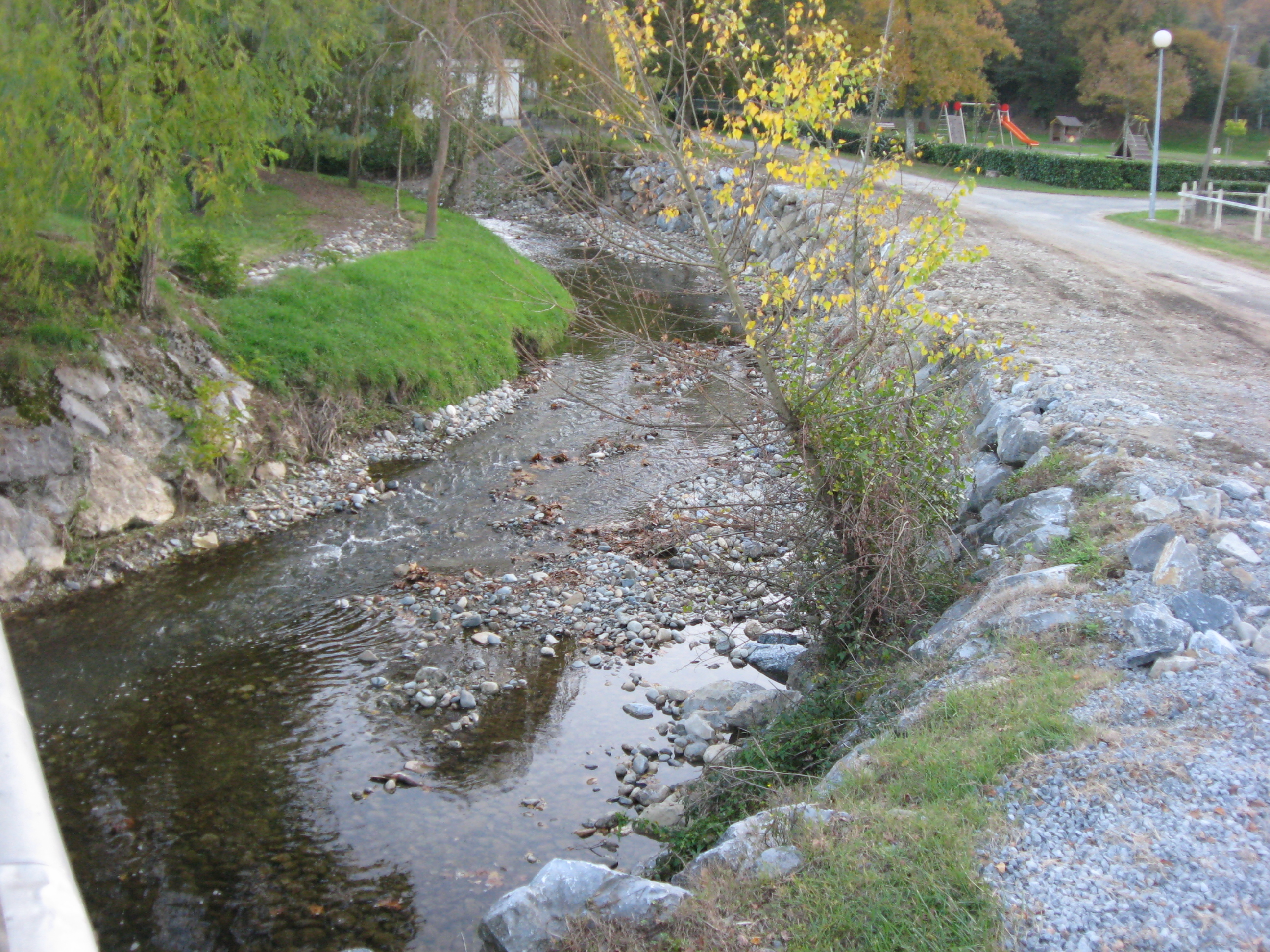
Le Luz à Baliros.
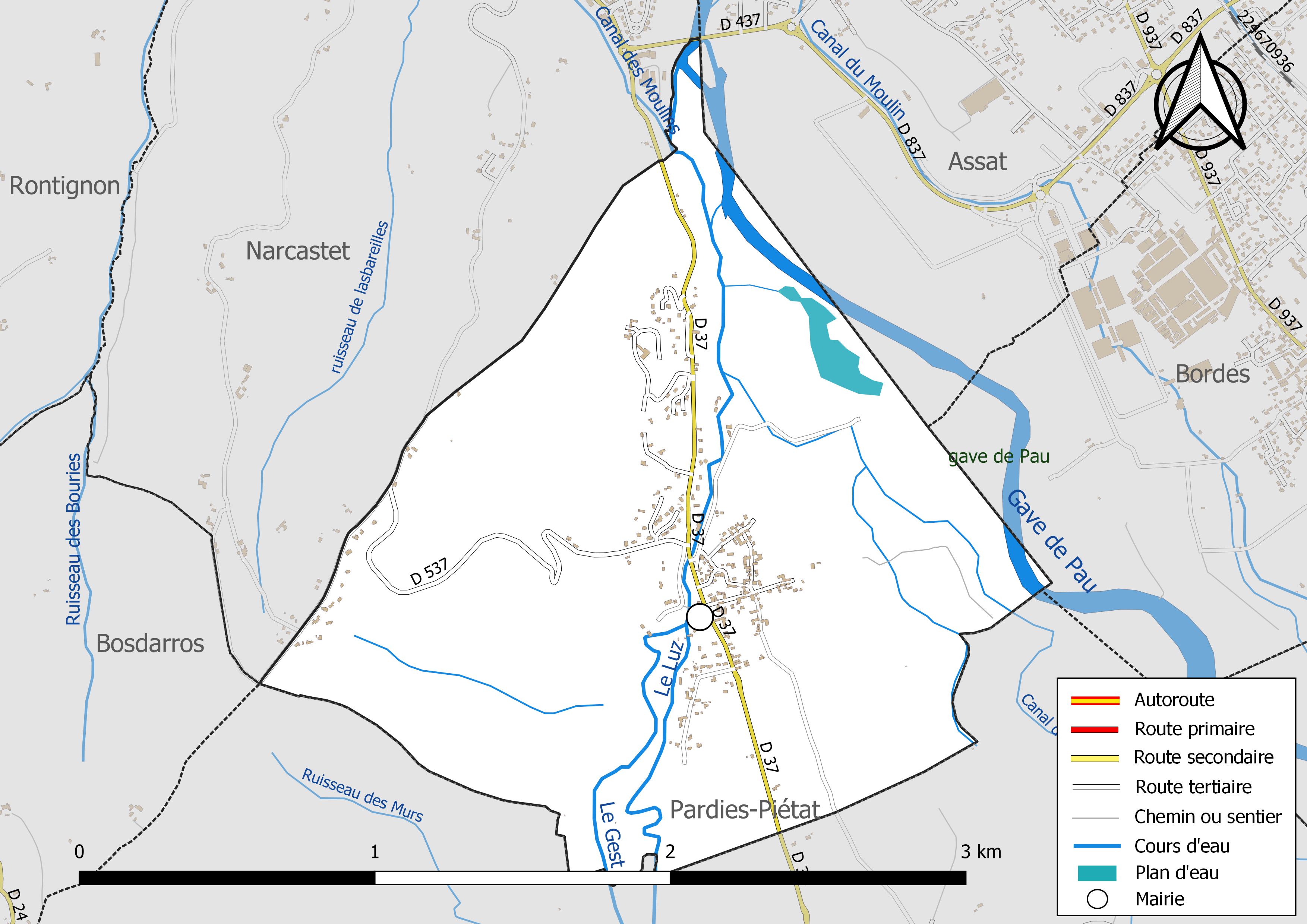
Réseaux hydrographique et routier de Baliros

### Climat
Pour des articles plus généraux, voir Climat de la Nouvelle-Aquitaine et Climat des Pyrénées-Atlantiques.
Historiquement, la commune est exposée à un climat de montagne.  
En 2020, Météo-France publie une typologie des climats de la France métropolitaine dans laquelle la commune est toujours exposée à un climat de montagne et est dans la région climatique Pyrénées atlantiques, caractérisée par une pluviométrie élevée (>1 200 mm/an) en toutes saisons, des hivers très doux (7,5 °C en plaine) et des vents faibles.
Pour la période 1971-2000, la température annuelle moyenne est de 13,1 °C, avec une amplitude thermique annuelle de 14 °C. Le cumul annuel moyen de précipitations est de 1 283 mm, avec 11,5 jours de précipitations en janvier et 8,2 jours en juillet. Pour la période 1991-2020, la température moyenne annuelle observée sur la station météorologique la plus proche, située sur la commune de Bénéjacq à 8 km à vol d'oiseau, est de 13,4 °C et le cumul annuel moyen de précipitations est de 1 244,1 mm,. Pour l'avenir, les paramètres climatiques de la commune estimés pour 2050 selon différents scénarios d’émission de gaz à effet de serre sont consultables sur un site dédié publié par Météo-France en novembre 2022.

### Milieux naturels et biodiversité

#### Réseau Natura 2000
Le réseau Natura 2000 est un réseau écologique européen de sites naturels d'intérêt écologique élaboré à partir des Directives « Habitats » et « Oiseaux », constitué de zones spéciales de conservation (ZSC) et de zones de protection spéciale (ZPS).
Un site Natura 2000 a été défini sur la commune au titre de la « directive Habitats » : le « gave de Pau », d'une superficie de 8 194 ha, un vaste réseau hydrographique avec un système de saligues encore vivace,.

#### Zones naturelles d'intérêt écologique, faunistique et floristique
L’inventaire des zones naturelles d'intérêt écologique, faunistique et floristique (ZNIEFF) a pour objectif de réaliser une couverture des zones les plus intéressantes sur le plan écologique, essentiellement dans la perspective d’améliorer la connaissance du patrimoine naturel national et de fournir aux différents décideurs un outil d’aide à la prise en compte de l’environnement dans l’aménagement du territoire.
Une ZNIEFF de type 1 est recensée sur la commune, : 
les « saligues amont du gave de Pau » (471,99 ha), couvrant 10 communes du département et une ZNIEFF de type 2,, : 
le « réseau hydrographique du gave de Pau et ses annexes hydrauliques » (3 000,84 ha), couvrant 71 communes dont 10 dans les Landes, 59 dans les Pyrénées-Atlantiques et 2 dans les Hautes-Pyrénées.

## Urbanisme

### Typologie
Au 1er janvier 2024, Baliros est catégorisée petite ville, selon la nouvelle grille communale de densité à sept niveaux définie par l'Insee en 2022.
Elle appartient à l'unité urbaine de Pau, une agglomération intra-départementale regroupant 55  communes, dont elle est une commune de la banlieue,,. Par ailleurs la commune fait partie de l'aire d'attraction de Pau, dont elle est une commune de la couronne,. Cette aire, qui regroupe 227 communes, est catégorisée dans les aires de 200 000 à moins de 700 000 habitants,.

### Occupation des sols

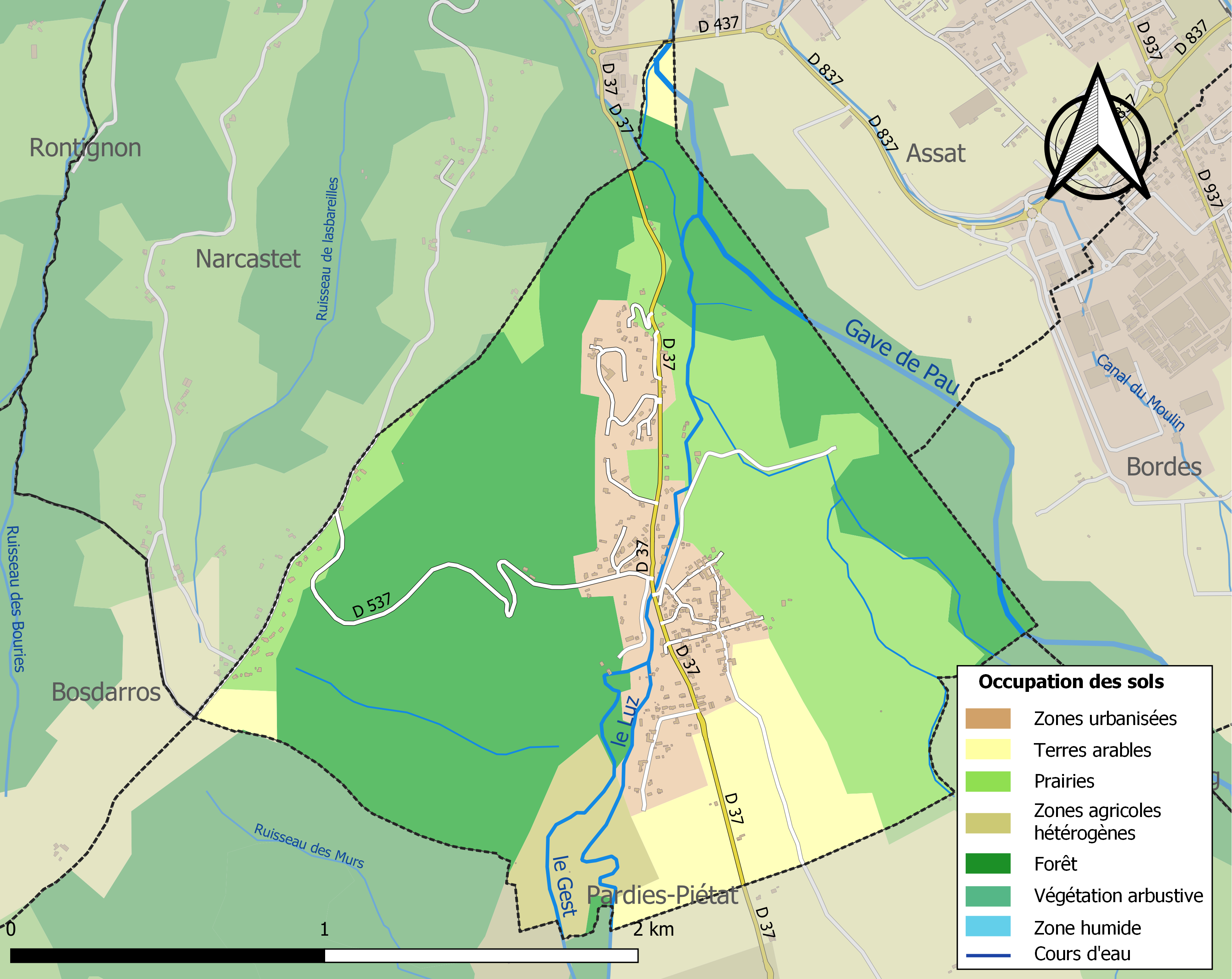
Carte des infrastructures et de l'occupation des sols de la commune en 2018 (CLC).

L'occupation des sols de la commune, telle qu'elle ressort de la base de données européenne d’occupation biophysique des sols Corine Land Cover (CLC), est marquée par l'importance des forêts et milieux semi-naturels (47,5 % en 2018), en augmentation par rapport à 1990 (45,4 %). La répartition détaillée en 2018 est la suivante : 
forêts (47,5 %), prairies (24,9 %), zones urbanisées (12,1 %), terres arables (10,9 %), zones agricoles hétérogènes (4,7 %). L'évolution de l’occupation des sols de la commune et de ses infrastructures peut être observée sur les différentes représentations cartographiques du territoire : la carte de Cassini (XVIIIe siècle), la carte d'état-major (1820-1866) et les cartes ou photos aériennes de l'IGN pour la période actuelle (1950 à aujourd'hui).

### Lieux-dits et hameaux
- L'Arroundade de la Plaine[6]
- Cazaous[6]
- Claverie[6]
- Colomby (château de)[6]
- L'Engoust[6]
- Hillou (borde de)[6]
- Hourcade[6]
- Monregard[6]

### Voies de communication et transports
La commune est traversée par les routes départementales D 37 et D 537. Elle est desservie par les lignes 809, 810 et 811 du réseau interurbain des Pyrénées-Atlantiques reliant Pau à Arthez-d'Asson.

### Risques majeurs
Le territoire de la commune de Baliros est vulnérable à différents aléas naturels : météorologiques (tempête, orage, neige, grand froid, canicule ou sécheresse), inondations et séisme (sismicité moyenne). Il est également exposé à un risque particulier : le risque de radon. Un site publié par le BRGM permet d'évaluer simplement et rapidement les risques d'un bien localisé soit par son adresse soit par le numéro de sa parcelle.

#### Risques naturels
Certaines parties du territoire communal sont susceptibles d’être affectées par le risque d’inondation par une crue torrentielle ou à montée rapide de cours d'eau, notamment le gave de Pau, le Luz et le Gest. La commune a été reconnue en état de catastrophe naturelle au titre des dommages causés par les inondations et coulées de boue survenues en 1982, 1997, 2007 et 2009,.

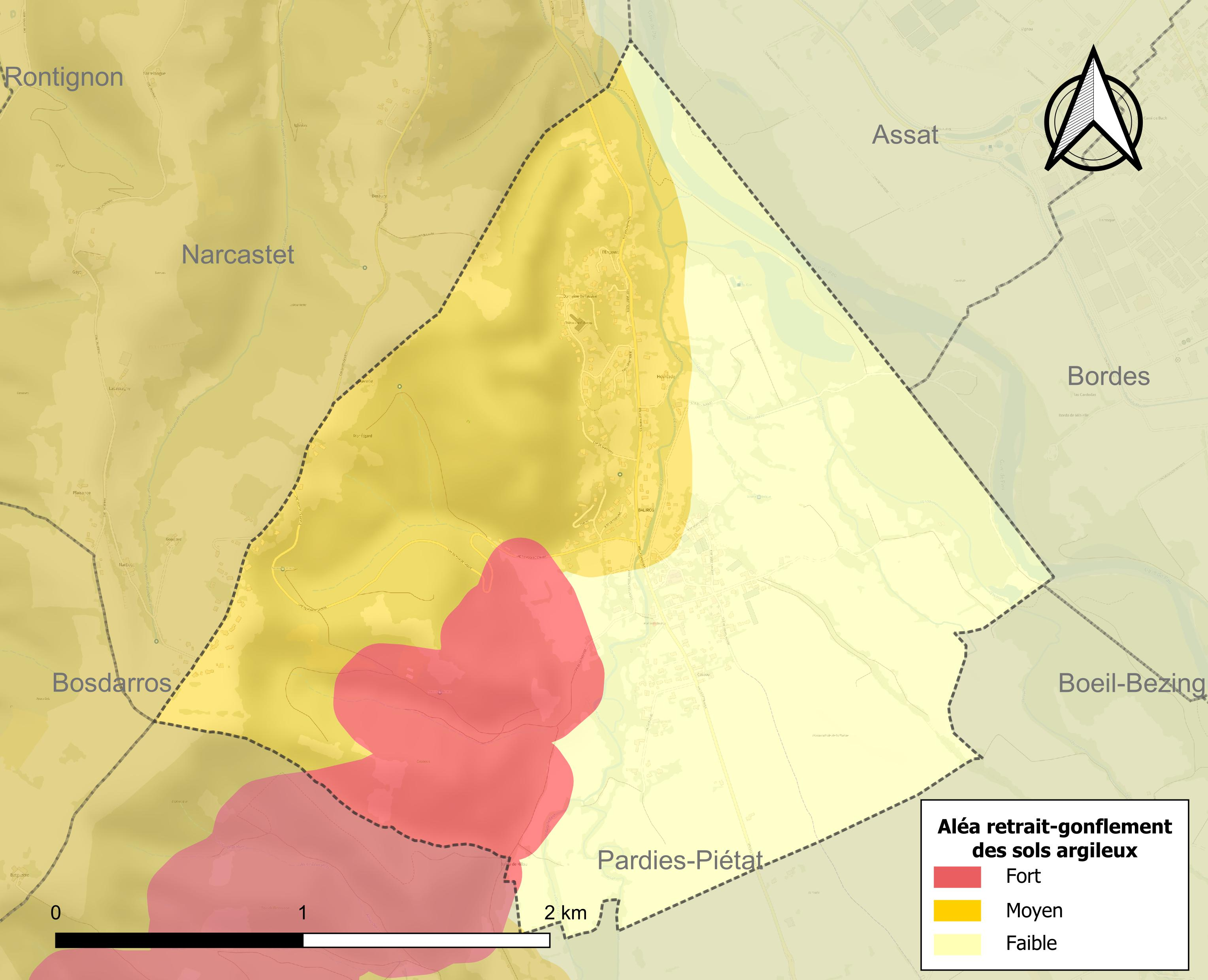
Carte des zones d'aléa retrait-gonflement des sols argileux de Baliros.

Le retrait-gonflement des sols argileux est susceptible d'engendrer des dommages importants aux bâtiments en cas d’alternance de périodes de sécheresse et de pluie. 51,7 % de la superficie communale est en aléa moyen ou fort (59 % au niveau départemental et 48,5 % au niveau national). Depuis le 1er octobre 2020, en application de la loi ELAN, différentes contraintes s'imposent aux vendeurs, maîtres d'ouvrages ou constructeurs de biens situés dans une zone classée en aléa moyen ou fort,.

#### Risque particulier
Dans plusieurs parties du territoire national, le radon, accumulé dans certains logements ou autres locaux, peut constituer une source significative d’exposition de la population aux rayonnements ionisants. Selon la classification de 2018, la commune de Baliros est classée en zone 2, à savoir zone à potentiel radon faible mais sur lesquelles des facteurs géologiques particuliers peuvent faciliter le transfert du radon vers les bâtiments.

## Toponymie
Le toponyme Baliros apparaît sous les formes 
Baliros (1385, censier de Béarn), 
Balliros (1515, titres d'Assat), 
Baliroos (1538, réformation de Béarn)  et 
Baliros, (XVIIIe siècle, carte de Cassini). Michel Grosclaude propose comme étymologie le patronyme latin Valerus augmenté du suffixe aquitain -ossum, qui donne « domaine de Valerus ».
Son nom béarnais est Valiròs ou Baliros.

## Histoire
Paul Raymond note qu'en 1385, Baliros comptait onze feux et dépendait du bailliage de Pau.

## Politique et administration
| Période                                  | Période  | Identité           | Étiquette | Qualité                    |
| ---------------------------------------- | -------- | ------------------ | --------- | -------------------------- |
| 1995                                     | 2008     | Jean-Claude Duprat | PS        |                            |
| 2008                                     | 2014     | Jacques Robert     |           |                            |
| 2014                                     | En cours | Jean-Claude Hourcq | SE        | Retraité de l'enseignement |
| Les données manquantes sont à compléter. |          |                    |           |                            |

### Intercommunalité
Baliros appartient à six structures intercommunales :
- la communauté de communes du Pays de Nay ;
- le SIVU du R.P.I. Baliros - Pardies-Piétat - Saint-Abit ;
- le syndicat d’eau potable et d’assainissement du Pays de Nay (SEAPAN) ;
- le syndicat d'énergie des Pyrénées-Atlantiques ;
- le syndicat intercommunal de défense contre les inondations du gave de Pau ;
- le syndicat intercommunal de défense contre les inondations du Luz.

Baliros est le siège du SIVU du R.P.I. Baliros - Pardies-Piétat - Saint-Abit.

## Population et société

### Démographie
Ses habitants sont les Balirosiens et les Balirosiennes.
L'évolution du nombre d'habitants est connue à travers les recensements de la population effectués dans la commune depuis 1793. Pour les communes de moins de 10 000 habitants, une enquête de recensement portant sur toute la population est réalisée tous les cinq ans, les populations de référence des années intermédiaires étant quant à elles estimées par interpolation ou extrapolation. Pour la commune, le premier recensement exhaustif entrant dans le cadre du nouveau dispositif a été réalisé en 2005.

En 2022, la commune comptait 504 habitants, en évolution de +9,09 % par rapport à 2016 (Pyrénées-Atlantiques : +3,78 %, France hors Mayotte : +2,11 %).
| 1793 | 1800 | 1806 | 1821 | 1831 | 1836 | 1841 | 1846 | 1851 |
| ---- | ---- | ---- | ---- | ---- | ---- | ---- | ---- | ---- |
| 120  | 268  | 235  | 290  | 316  | 332  | 339  | 326  | 314  |

| 1856 | 1861 | 1866 | 1872 | 1876 | 1881 | 1886 | 1891 | 1896 |
| ---- | ---- | ---- | ---- | ---- | ---- | ---- | ---- | ---- |
| 318  | 297  | 308  | 320  | 329  | 304  | 300  | 282  | 286  |

| 1901 | 1906 | 1911 | 1921 | 1926 | 1931 | 1936 | 1946 | 1954 |
| ---- | ---- | ---- | ---- | ---- | ---- | ---- | ---- | ---- |
| 274  | 271  | 228  | 202  | 197  | 206  | 195  | 164  | 176  |

| 1962 | 1968 | 1975 | 1982 | 1990 | 1999 | 2005 | 2006 | 2010 |
| ---- | ---- | ---- | ---- | ---- | ---- | ---- | ---- | ---- |
| 194  | 268  | 342  | 335  | 365  | 377  | 378  | 377  | 367  |

| 2015 | 2020 | 2022 | - | - | - | - | - | - |
| ---- | ---- | ---- | - | - | - | - | - | - |
| 453  | 503  | 504  | - | - | - | - | - | - |

Baliros fait partie de l'aire d'attraction de Pau.

## Économie
La commune fait partie de la zone d'appellation de l'ossau-iraty.

## Culture locale et patrimoine

### Patrimoine religieux
L'église Saint-Pierre date partiellement du XVIIe siècle. Elle est inscrite à l'Inventaire général du patrimoine culturel depuis 2006.

## Équipements

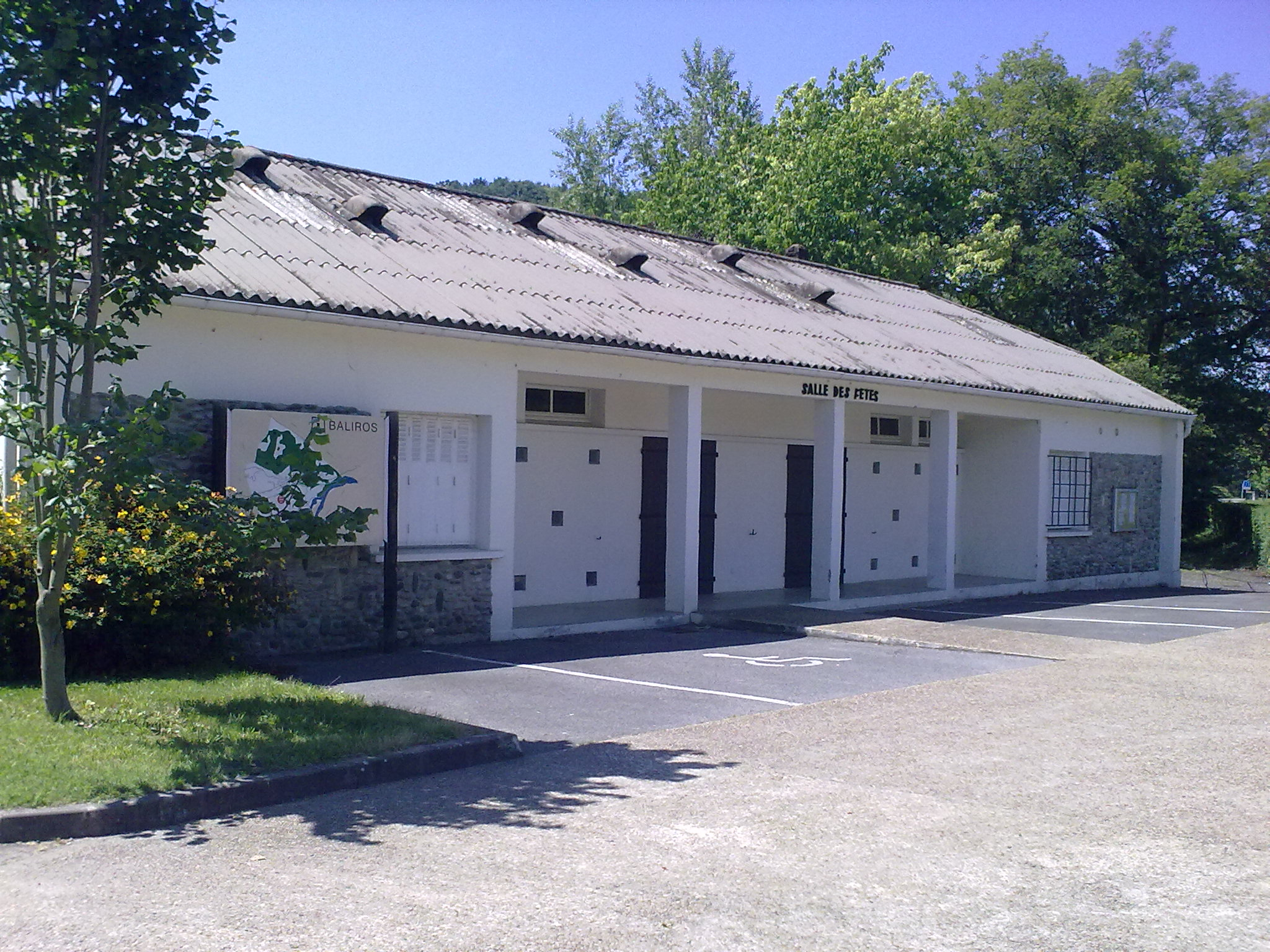
Salle des fêtes de Baliros.

### Éducation
Baliros participe au regroupement pédagogique intercommunal (RPI) de Baliros - Pardies-Piétat - Saint-Abit, qui rassemble les écoles primaires de Baliros et Pardies-Piétat.

## Personnalités liées à la commune

### Héraldique
| Blason | Blasonnement : Écartelé: au 1er d'azur à l'agneau pascal d'argent, au 2e d'argent à trois bourdons de sable rangés en fasce, au 3e d'or à trois coquilles Saint-Jacques de gueules, au 4e d'argent à trois bandes d'azur. |

## Pour approfondir